# Kosmopolit (biologi)
Kosmopolit (Kosmopolitiska djur), är en djurart, eller en klad djur, som är inhemska över hela eller större delen av jorden. 
Bland däggdjuren är vissa arter av fladdermössen och valdjuren kosmopoliter; av de förra är det familjen Vespertilionidae, av de senare familjen Delphinidae. Brunråttan har blivit kosmopolitisk genom kommensalism med människan. Talrikare är de kosmopolitiska fågelfamiljerna: kråkor, svalor, isfåglar, måsar och andra. Synnerligen många grupper bland skalbaggarna hör hit. Bland blötdjuren är endast Helicidae verkligen kosmopolitiska.